# Ángel García (pirate)
Pour les articles homonymes, voir Ángel García et García.
Ángel García, appelé Cabeza de Perro (Tête de chien) (Igueste de San Andrés, Tenerife, Îles Canaries, 1800 - Santa Cruz de Tenerife, ?) est un pirate espagnol. Cependant, faute de preuves historiques aux Amériques ou aux Canaries, notamment quant à son exécution, il est possible qu'il s'agisse d'une figure légendaire n'ayant jamais réellement existé, peut-être basée sur Amaro Pargo.

## Biographie
Selon la tradition, Ángel García, qui se consacrait probablement à la piraterie depuis sa jeunesse, mena ses activités de piraterie sur les côtes africaines et aussi surtout dans les Caraïbes. Dans le quartier de San Lázaro, à La Havane (Cuba), il avait une grande propriété où il conservait les trésors volés. L'épisode le plus célèbre associé à ce pirate est l'attaque du brigantin El Audaz sur son trajet entre La Havane et New York.
Équipage et passagers furent tous tués ; une femme et son enfant qui s'étaient cachés puis avaient été jetés à la mer pendant que le navire coulait furent sauvés par un autre voilier. Cabeza de Perro aurait alors été pris de remords, voulant revenir dans son pays natal et arrêter la piraterie, mais une fois à Tenerife, il fut reconnu, capturé et fusillé à Santa Cruz de Tenerife.
Comme pour le fameux corsaire Amaro Pargo, également originaire de Tenerife, il y a une croyance populaire que le pirate Cabeza de Perro avait un trésor caché, dissimulé dans une grotte d'une plage près de son village natal,.